# 서유열
서유열은 1956년 9월 9일 경상북도 경주에서 태어난 기업인이며 KT부사장, KT홈고객부문 사장 등을 역임했다. 국회의원 딸에 대한 'KT 채용비리'사건으로 검찰의 수사를 받았다.

## 이력
- 경주고
- 동국대